# Маккей, Дональд
Дональд Маккей (англ. Donald McKay; 4 сентября 1810, Джордан-Фолз, Новая Шотландия, Канада — 20 сентября 1880, Гамильтон, Массачусетс) — американский инженер-кораблестроитель, создатель многочисленных скоростных парусников и военных кораблей.

## Биография
Дональд Маккей родился в Новой Шотландии в 1810 году. Его отец и дядя владели верфью, на которой Дональд подростком осваивал азы кораблестроительной науки. В 16 лет он отправился в Нью-Йорк, где устроился учеником к кораблестроителю Айзеку Уэббу, и после окончания учёбы сам начал заниматься кораблестроением по найму.
Маккей работал инженером-кораблестроителем на Бруклинской военной верфи и в Уискассете (штат Мэн), прежде чем в 1841 году основать на паях собственную фирму в Ньюберипорте (Массачусетс). Там начала складываться его высокая репутация строителя скоростных пакетботов. В 1845 году Маккей перебрался в Ист-Бостон, где открыл и начал развивать собственную большую верфь. Для ливерпульской линии скоростной морской почты Еноха Трейна Маккей построил несколько клиперов, отличавшихся своей быстротой. На его верфи также строились клиперы, затем работавшие на линиях, соединявших Новую Англию с Калифорнией и Австралией.
Первым из известных клиперов фирмы Маккея стал в 1850 году Stag Hound. В 1853 году на верфи Маккея был построен клипер Great Republic водоизмещением 4556 тонн — на тот момент крупейшее в мире торговое судно. Другие знаменитые скоростные суда постройки Маккея включали Flying Cloud, совершивший переход из Нью-Йорка в Сан-Франциско за 89 дней (улучшив тем самым на три дня рекорд Great Republic), и 2400-тонный Sovereign of the Seas, совершивший переходы в 430 географических миль за сутки и 3144 мили за 10-дневный период. Ещё одним судном-рекордсменом стал Lightning, рекорд которого (436 миль в сутки) долгое время оставался непобитым.
Помимо парусников, Маккей проектировал и паровые суда. Так, в 1853 году он представил публике модель колёсного парохода, который по его оценке должен был развивать скорость, достаточную для пересечения Атлантики за шесть дней. Для правительства США Маккей во время Гражданской войны построил несколько боевых кораблей, включая монитор мелкой осадки Nausett и канонерскую лодку Ashuelot; позже, в 1874 году, по правительственному заказу им был построен паровой шлюп Adams, ставший его последним кораблём. В том же году Маккей ушёл на покой, переехав в Гамильтон (Массачусетс) и посвятив остаток дней сельскому хозяйству. Он умер в Гамильтоне в 1880 году.
- Корабли Дональда Маккея
- Flying Cloud
- Sovereign of the Seas
- Great Republic
- Lightning

## Память
.
- В память о Дональде Маккее в Бостоне водвигнут обелиск, установленный на мысе Касл-Айленд у входа в Бостонскую бухту[5].
- Память Маккея увековечивает также небольшой павильон в Пирс-парке (Ист-Бостон)[5].
- На Уайт-стрит в Ист-Бостоне до сих пор стои́т дом, где проживал Маккей[5].
- В 1938 году он был признан лицом национального исторического значения[англ.] в Канаде; в его родном городе Джордан-Фолз в память о Маккее установлена мемориальная доска[6].